# Abadia de Fontfreda
L'abadia de Fontfreda (en francès, Abbaye de Fontfroide) és una abadia al departament de l'Aude, a 14 km al sud-oest de Narbona, fundada com a benedictina el segle xi (1093) pel vescomte Eimeric I de Narbona (1080-1106) i esdevinguda cistercenca el 1145. Avui dia resta gairebé intacta. El claustre és del segle xiii. L'església és del segle xii. Té un roserar amb 3.000 rosers. L'abadia està catalogada com a Monument històric des de 1862.

## Història

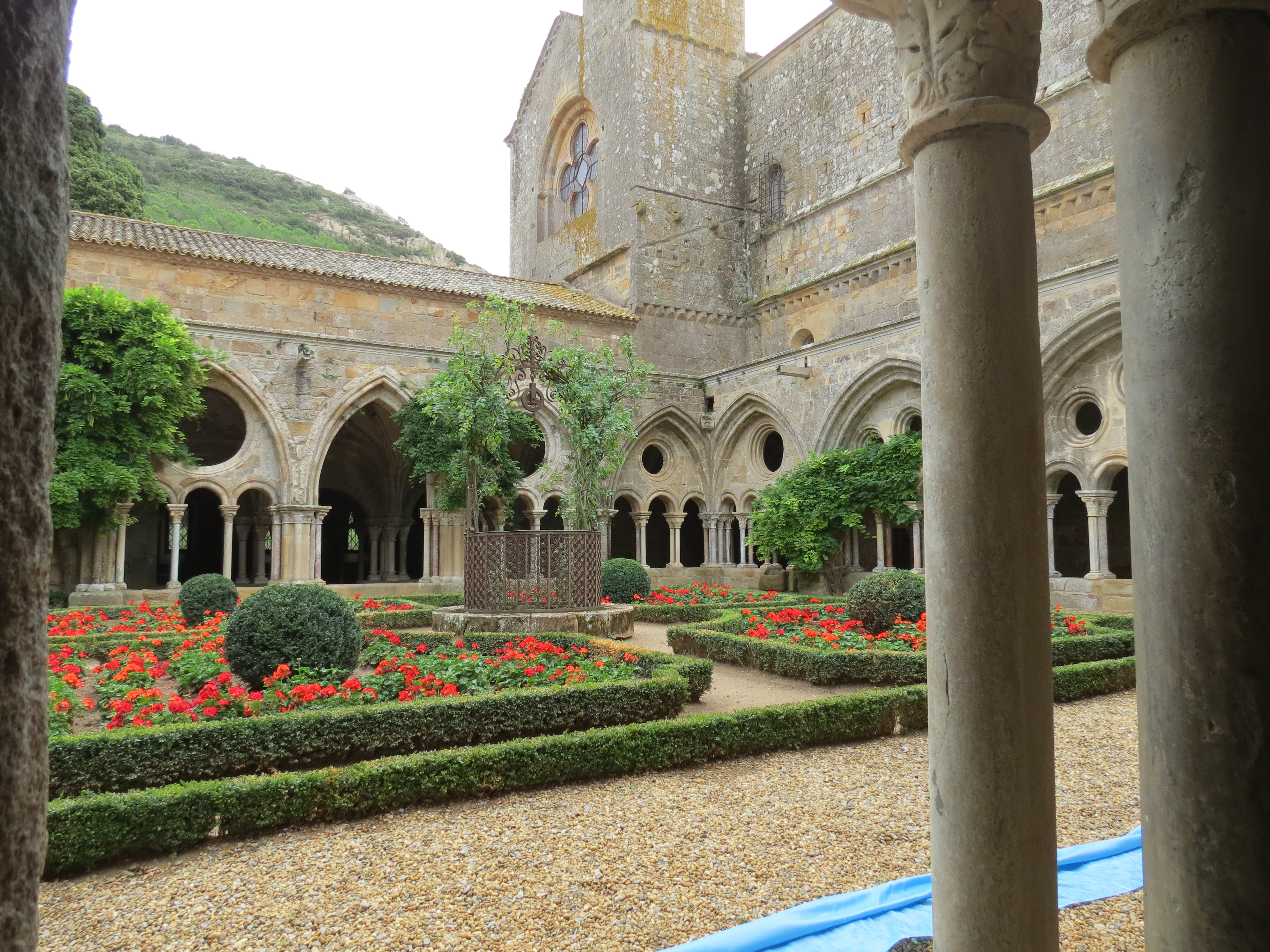
Claustre de l'abadia

L'abadia fou contrària als albigesos i durant la croada fou el centre de l'ortodòxia enfront del catarisme i es va beneficiar de les expropiacions als senyors càtars. Pere de Castellnou, monjo de l'abadia, fou legat del papa Innocenci III per a combatre l'heretgia càtara (1203). Fracassà en la seva missió davant de Ramon VI, comte de Tolosa, al qual va excomunicar.
Fou assassinat a Sant Geli, es diu que a mans d'un home del mateix comte de Tolosa (1208), i la seva mort provocà que al març de 1208, Innocenci III declarés la croada contra les terres occitanes.
Un dels seus abats, Jacme Fornier, fou el papa Benet XII (1334-1342). El 1791 fou venuda. La vida monàstica es va reprendre el 1858, però els darrers cistercencs van abandonar el cenobi el 1901. El 23 de gener de 1908, l'abadia fou comprada per Gustave i Madeleine Fayet per 42.925 francs or i restaurada a partir de llavors.
Fugint de la Revolució de 1868, Antoni Maria Claret i Clarà trobà refugi a l'Abadia de Fontfreda, on morí, als 63 anys, el 24 d'octubre de 1870.